# Bahrain
Bahrain, alternativt Bahrein (svenskt uttal [baˈrajn]; arabiska: البحرين al-Baḥrayn [æl bæħˈræjn], lokalt uttal [æl bæħˈreːn] ( lyssna)), formellt Konungariket Bahrain (arabiska: مملكة البحرين Mamlakat al-Baḥrayn), är en östat belägen i Persiska viken med omkring 1,4 miljoner invånare. Landet består av 33 öar, varav den största, Bahrain, utgör cirka sju åttondelar av landets totala yta och där även landets huvudstad Manama ligger. Bahrain har en maritim gräns mot Qatar och Saudiarabien.
Bahrain är formellt en konstitutionell monarki med ett tvåkammarparlament. USA har en militärbas för sin femte flotta i huvudstaden Manama.

## Historia

### Förhistoria till medeltid
Runt 3000 år f.Kr, då bronsåldern inleddes i Främre Orienten, var Bahrain del av en högkultur som troligtvis motsvarar det sumererna kallade Dilmuns trädgård och som var knutpunkt för handel med Induskulturen i öster och Tvåflodslandet i väster. Utgrävningarna vid Qal'at al-Bahrain visar fornlämningar från runt 2000 år f.Kr. och vad som kan ha varit huvudstaden i Dilmuncivilisationen. Bahrains välstånd och betydelse minskade kraftigt i och med att Mesopotamiens handel, som en direkt följd av Induskulturens sammanbrott, bytte geografisk riktning. 
Från runt 500-talet f.Kr. kontrollerades Bahrain av det akemenidiska Perserriket och från runt 200 f.Kr. tillhörde ön Partien och var ett centrum för handeln i Persiska viken. På Alexander den stores tid ingick ön, av grekerna kallad Tylos, i den grekiska kultursfären, och Zeus tillbads i formen av den arabiska solguden Shams. Enligt traditionella muslimska källor sände profeten Muhammed ett sändebud till öns härskare Munzir ibn Sawa Al Tamimi år 628, varefter rikets befolkning konverterade till islam.

### Medeltiden till 1800-talet
Bahrain var under långa perioder under persiskt inflytande fram till att Kungariket Portugal erövrade ön 1521. 1602 drevs portugiserna ut av shah Abbas I av det safavidiska Persien och ön hörde återigen till Persien fram till 1783, men styrdes de facto av arabiska nomadstammar. 1717 och 1738 invaderades ön av Oman.
Under 1800-talet skedde återigen invasioner av dels omanierna och dels det saudiska Emiratet Diriyah. Genom ett fördrag, General Maritime Treaty, som slöts med kustschejkerna 1820 erkände britterna stammen Al Khalifa som legitima härskare av ön Bahrain. Efter att Muhammed Ali av Egypten på uppdrag av Höga porten hade krossat det saudiska riket på Arabiska halvön 1830 krävde han tribut av Bahrain, vars schejk Abdul al-Khalifa i brist på stöd från vare sig Persien eller Storbritannien tvingades att underkasta sig de egyptiska kraven.
1860 hotades Bahrain istället av Storbritannien och schejk Mohammad bin Khalifa al-Khalifa sökte skydd hos den persiska fursten av Fars samt Osmanska rikets guvernör i Bagdad. Båda erbjöd sitt stöd till schejken, men i slutändan uteblev den militära assistansen och 1861 tvingades schejken underkasta sig brittiskt beskydd. Fram till 1867 styrde familjen Al Khalifa också över angränsande Qatar. Bahrain ingick i de så kallade Fördragsstaterna som var ett brittiskt protektorat upprättat år 1892.

### 1900-talet
Efterhand växte oppositionen mot det brittiska styret sig allt starkare. Samtidigt blev Bahrain ett viktigt område genom den olja som på 1930-talet börjat utvinnas här. 1968 beslöt sig britterna att dra tillbaka sina trupper från Bahrain. Iran gjorde anspråk på Bahrain men accepterade Bahrains självständighet sedan en folkomröstning uttalat sig för denna.
När protektoratet upplöstes i självständiga småstater den 15 augusti 1971 valde Bahrain och Qatar (samt under några månader även Ras al-Khayma) att inte ansluta sig till den nya förbundsstaten Förenade arabemiraten. 1973 fick landet sin första författning och i december samma år hölls de första parlamentsvalen. Två år senare införde emiren Isa bin Salman al-Khalifa undantagstillstånd, upplöste Nationalförsamlingen och upphävde författningen. Som resultat av Iran–Irak-kriget på 1980-talet var Bahrain med att bilda Gulfstaternas samarbetsråd med övriga arabiska grannländer.
1981 genomfördes ett misslyckat kuppförsök av muslimska fundamentalister riktat mot emiren.
Landet deltog i koalitionen mot Irak i Kuwaitkriget och 1991 slöts ett militärt samarbetsavtal med USA.
1992 genomfördes vissa reformer för att öka folkets medbestämmande. Samtidigt hade oroligheterna ökat bland den shiitiska majoriteten i landet.

### Senare år
En ny, mer demokratisk författning infördes 2002 och de första allmänna valen hölls. Makten ligger trots det i huvudsak kvar hos den sunnidominerade regimen. Allvarliga oroligheter bröt ut i samband med den arabiska protestvågen 2011 och har sedan fortsatt.
Som en följd av jasminrevolutionen i Tunisien och övriga revolter runt om i arabvärlden som utgjorde arabiska våren inleddes i februari 2011 även demonstrationer i Bahrain. Protesterna syftade inledningsvis till att uppnå större politisk frihet och jämlikhet för den shiitiska majoriteten i landet men utvidgades till att kräva ett slut på monarkin. Myndigheterna reagerade med massarresteringar och slog våldsamt ner alla protestyttringar samtidigt som militärstyrkor från grannländerna i Gulfstaternas samarbetsråd skickades för att bistå kungahuset. Trots löften från bland annat kronprinsen om reformer rapporterade Amnesty International i april 2012 att tortyr av arresterade demonstranter fortsatte.

## Geografi
Bahrain ligger i Bahrainviken i Persiska viken, mellan Saudiarabien och halvön Qatar. Riket består av ön Bahrain och 32 andra öar, dels runtom Bahrain (de största är Jazirat al-Muharraq och Umm an-Na'san), dels Hawaröarna nära Qatars kust. Bara sex av öarna är bebodda.

### Topografi
Huvudön Bahrain är 48 kilometer lång och 18 kilometer bred, och är uppbyggd av kalksten, sandsten och märgel från krita och tertiär. Den högsta punkten är Jabal ad Dukhān som ligger 135 meter över havet och är belägen mitt på Bahrainön. Ön består till 90 procent av öken, men i söder och sydväst finns sandslätter och marskland. Ön är omgiven av korallrev.

### Klimat
Klimatet är hett och torrt i Bahrain med en årsnederbörd på knappt 100 millimeter. Nederbörden kommer om vintern och våren. Trots den sparsamma nederbörden har Bahrain stora (men minskande) reservoarer av grundvatten. Medeltemperaturen är 17 °C i januari och 34 °C i augusti. De varmaste månaderna är augusti och september då temperaturen kan stiga till 40 °C.

## Styre och politik

### Författning och styre
Bahrain är en konstitutionell monarki där kungen av Bahrain utövar mycket stor makt enligt 2002 års författning. Kungen utser landets premiärminister samt övriga regeringsmedlemmar, är högsta befälhavare och leder domstolsväsendet. Landet har ett tvåkammarparlament, Nationalförsamlingen, där kungen utser samtliga ledamöter till överhuset medan ledamöter i underhuset väljs i allmänna val var fjärde år. Politiska partier tillåts men den shiamuslimska oppositionen har tidvis bojkottat parlamentet i protest mot vad man uppfattar vara manipulerad valkretsindelning för att begränsa dess inflytande.
Kungen av Bahrain, fram till 1999 titulerad emir, är överhuvud för den styrande dynastin Al Khalifah. Den sittande monarken är Hamad ibn Isa al-Khalifah. Den förutvarande premiärministern, den nuvarande kungens farbror Khalifah ibn Sulman al-Khalifah, var regeringschef oavbrutet sedan 1971 och därmed den regeringschef som suttit på sin post längst i världen.

### Administrativ indelning
Bahrain består av fyra provinser (muhafaza). Fram till och med 3 juli 2003 var Bahrain indelat i tolv kommuner.
- Huvudstadsprovinsen (al-Asima)
- Muharraq (al-Muharraq)
- Norra provinsen (ash-Shamaliyya)
- Södra provinsen (al-Janubiyya)

Centralprovinsen (al-Wusta) avskaffades september 2014. Innan dess bestod landet av fem provinser.

### Internationella relationer
Bahrain är av tradition nära knutet till Saudiarabien. Landets enda landlänk är en bro till det stora grannlandet. Relationen till Iran är komplicerad och anklagelser om iransk inblandning i Bahrains inre angelägenheter har intensifierats. Efter att en diplomatisk konflikt flammade upp mellan Iran och Saudiarabien i början av januari 2016, valde Bahrain, liksom Saudiarabien och Sudan, att bryta de diplomatiska förbindelserna.
Sedan september 2014 ingår Bahrain i den internationella koalitionens flygangrepp mot Islamiska statens fästen i Syrien och sedan mars 2015 även i den saudiledda offensiven mot Huthi-rebeller och andra grupper i Jemen. Bahrain är också hemmahamn för USA:s femte flotta och i december 2014 tillkännagav Storbritannien planer på att bygga en brittisk flottbas – Mina Salman Port – i arablandet.

## Ekonomi och infrastruktur

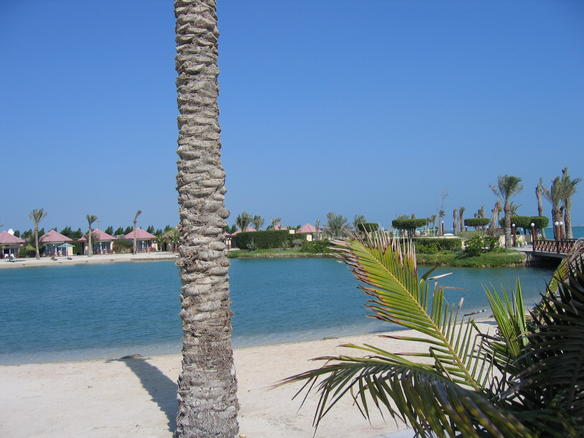
Al Bander Resort.

Petroleum är Bahrains viktigaste exportprodukt och står för 60 procent av statens inkomster och 30 procent av BNP. Landets välstånd grundar sig på goda olje- och naturgasfyndigheter och Bahrain blev Mellanösterns första stora exportör av olja. Denna upptäcktes 1932 och exploaterades främst av amerikanska företag men förstatligades senare. Här finns ett av regionens största raffinaderier, som även tar emot saudiarabisk olja. Förutom oljeindustrin finns bland annat aluminiumverk, skeppsvarv för oljetankers och den stora frihamnen Mina Sulman. USA:s femte flotta är baserad i Manama och drygt 6000 amerikanska soldater tjänstgjorde i landet 2012.

### Näringsliv
Landet har försökt bredda sitt näringsliv och bli ett finanscentrum i arabvärlden, för att locka utländska investeringar tas ingen inkomstskatt eller bolagsskatt.

#### Jordbruk
Jordbruket i Bahrain är främst inriktat på odling av frukt och grönsaker, men det spelar en liten roll i landets ekonomi. Endast 3 procent av jorden är odlingsbar, främst i områden kring källor och oaser i norr, och 20 procent av landets yta används som betesmark. I norr finns konstbevattnat jordbruk (dadlar, frukt och grönsaker).
Pärlfisket, som tidigare var en viktig inkomstkälla, har ersatts av oljeutvinning. Fiskeindustrin har drabbats negativt av föroreningar i Persiska vikens vatten, vilket har påverkat produktionen negativt.

#### Energi och råvaror
Olja upptäcktes i Bahrain 1932 och har varit en grundläggande del av ekonomin. Oljereserverna minskar dock och beräknas vara uttömda före 2020 vid nuvarande uttag. Enligt uppgifter från 2018 uppgavs dock att man hittat de största oljefynden på 86 år. Gasresurserna beräknas dock vara tillräckliga för längre användning. Myndigheterna har arbetat för att diversifiera ekonomin och minska beroendet av oljeintäkter.

#### Industri
Bahrains industri är uppdelad i statligt och privat ägande. Staten äger hela eller delar av olje- och naturgasindustrin samt tung industri. Lätt industri, byggnadsindustri och handels- och finansverksamhet är privata. Industriella sektorer i Bahrain omfattar främst aluminium-, cement- och plastindustri samt varvsindustri.

#### Turism
Man satsar hårt på turism och år 2004 öppnades landets racerbana, Bahrain International Circuit, ritad av den tyska banarkitekten Hermann Tilke. Banan arrangerar bland annat Bahrains Grand Prix i Formel 1 och före oroligheterna 2011 besökte runt 40 000 personer om året landet för att se tävlingarna.

### Handel
2004 slöt Bahrain ett frihandelsavtal med USA.

### Infrastruktur
Med oljeinkomsterna har en social välfärdsstat skapats, som bland annat ger fri sjukvård och undervisning för alla medborgare.

#### Transporter
Bahrain är förenat med Saudiarabien genom en 25 km lång väg byggd på upphöjda bankar och över fem broar. Landet har flera bra hamnar och en internationell flygplats i Muharraq. Det finns dock oro för de negativa effekterna av transporter på de ömtåliga ekosystemen i Persiska viken, särskilt med avseende på grundvattnet och korallreven.

#### Utbildning
I Bahrain är skolgång obligatorisk för barn mellan 6 och 15 år, och den har varit så sedan 2005. Undervisningen för pojkar och flickor sker separat, och även om arabiska är det officiella språket i skolan, spelar engelska en viktig roll i undervisningen. Grundskolan omfattar nio år, medan sekundärskolan motsvarar tre år av gymnasieutbildning. Förutom offentliga skolor finns även privata och religiösa alternativ.
Bahrains universitet, som grundades 1986 genom ett dekret från emiren, hade nära 13 000 studenter 2012. Högre utbildning erbjuds även vid institutioner som College of Health Sciences (grundat 1976), Arabian Gulf University (1980) och Bahrain Polytechnic (2008). Därtill finns ett flertal privata utbildningsanordnare samt internationella universitet med filialer i landet.
Utbildningsnivån i Bahrain har förbättrats markant. År 1991 saknade 40 procent av befolkningen över 25 år formell utbildning, men 2010 var denna andel 7 procent. Andelen analfabeter var 31,3 procent 1980, men har senare minskat till omkring 5 procent. Bland unga är läs- och skrivkunnigheten fullständig. År 2008 gick cirka 12 procent av de statliga utgifterna till utbildning.

## Befolkning

### Demografi

#### Större städer
Landet är ett av de mest tättbefolkade i världen. Större delen av Bahrains befolkning bor i någon av de två största städerna, Manama och Muharraq. 

#### Minoriteter
I folkräkningen 2010 hade Bahrain en befolkning på över 1,2 miljoner invånare varav runt 560 000 var bahrainska medborgare (46 %) och 660 000 utlänningar (54 %), varav den absoluta merparten är gästarbetare. Till de större minoriteterna hör européer och sydostasiater. Det finns också en stor persisk minoritet, varav vissa härstammar från släkt som har bott i landet sedan medeltiden medan andra har flyttat dit i samband med den iranska revolutionen och Iran-Irak-kriget.

### Språk
Arabiska är officiellt språk men de flesta förstår också engelska.

### Religion

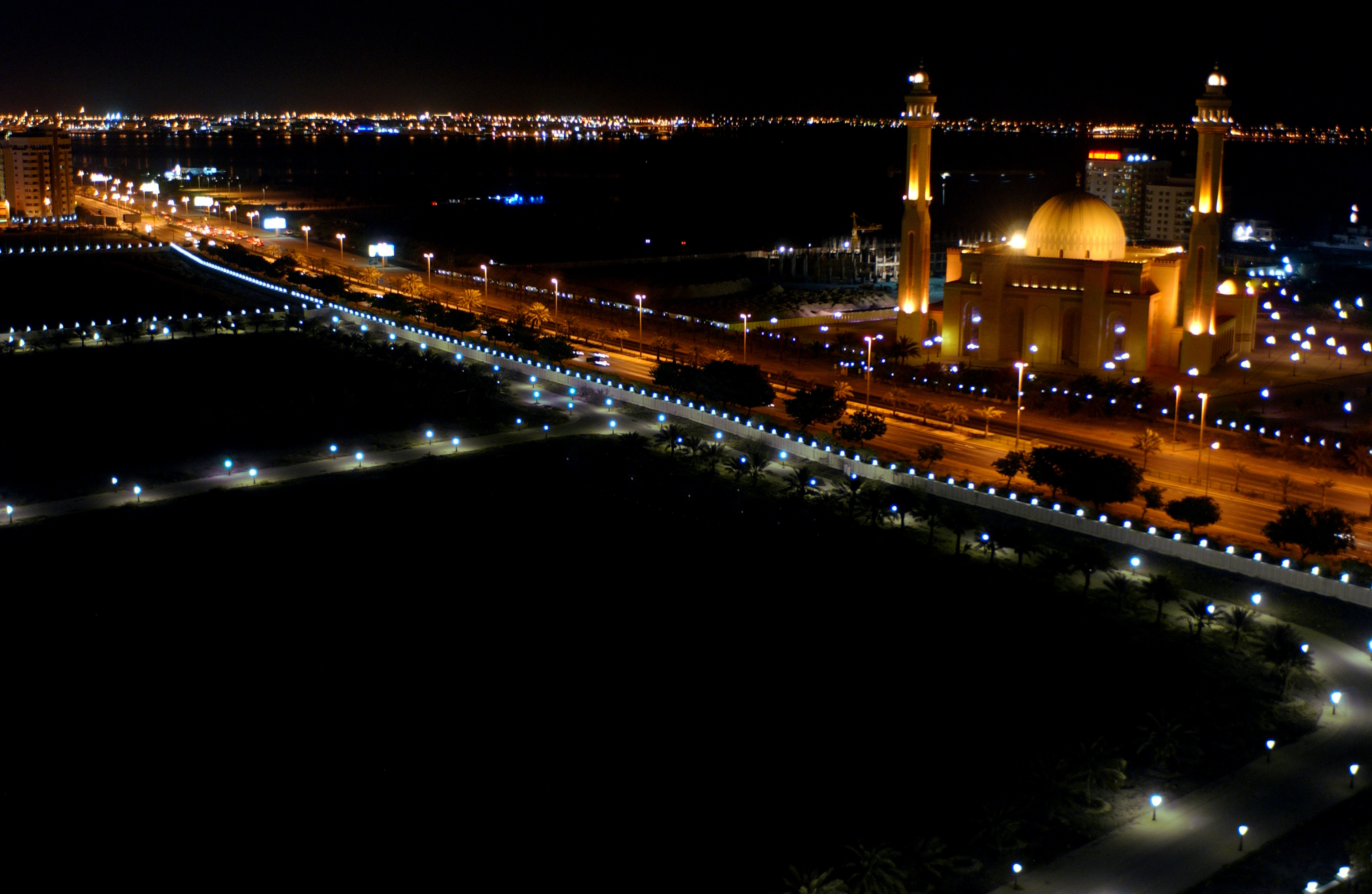
Al-Fatih-moskén i Manama.

Islam är statsreligion i landet och den tro som nästan alla bahrainier bekänner sig till, ca 65-75 % är shiamuslimer. Ca 98 % av alla bahrainska medborgare bekänner sig till islam och 2 % tillhör religiösa minoriteter inklusive drygt 1000 kristna med Grekisk-ortodoxa kyrkan som största samfund, en inhemsk judisk minoritet på 30-50 personer samt runt 1 000 invånare som bekänner sig till Bahá'í-tron. Drygt hälften av alla gästarbetare i landet tillhör religiösa minoriteter inklusive kristna, hinduer, buddhister och sikher. Av den totala befolkningen är 70 % muslimer och 30 % övriga.
Bahrains författning slår ej fast religionsfrihet men individers möjlighet att utöva sin religion respekteras i allmänhet av myndigheterna. Härskarfamiljen Al Khalifa och det ledande skiktet i samhället är sunnimuslimer och många ur den shiamuslimska majoriteten känner sig diskriminerade av de styrande. Shiitiska imamer behandlas strängt, mässor kan censureras och sunnimuslimer åtnjuter i praktiken fördelaktig samhällsstatus.

### Övriga befolkningsdata
Den senaste folkräkningen hölls den 27 april 2010 och avsåg den folkbokförda (de jure) befolkningen i Bahrain, som uppgick till 1 234 571 invånare (varav 768 414 män och 466 157 kvinnor). Tidigare folkräkningar hade hållits 2001, 1990, 1981, 1971, 1965, 1959 och 1950. Invånartalet i Bahrain uppskattades i juli 2017 av The World Factbook till 1 410 942 invånare, av Förenta nationerna (befolkning den 1 juli 2016) till 1 397 000, av Internationella valutafonden till 1 700 000 (för år 2017) samt av Världsbanken (juli 2016) till 1 425 171 invånare.

## Internationella rankningar
| Organisation                                | Undersökning                   | Rankning   |
| ------------------------------------------- | ------------------------------ | ---------- |
| Heritage Foundation/The Wall Street Journal | Index of Economic Freedom 2019 | 54 av 180  |
| Reportrar utan gränser                      | Pressfrihetsindex 2019         | 167 av 180 |
| Transparency International                  | Korruptionsindex 2018          | 99 av 180  |
| FN:s utvecklingsprogram                     | Human Development Index 2018   | 45 av 189  |